# Пирам и Фисба

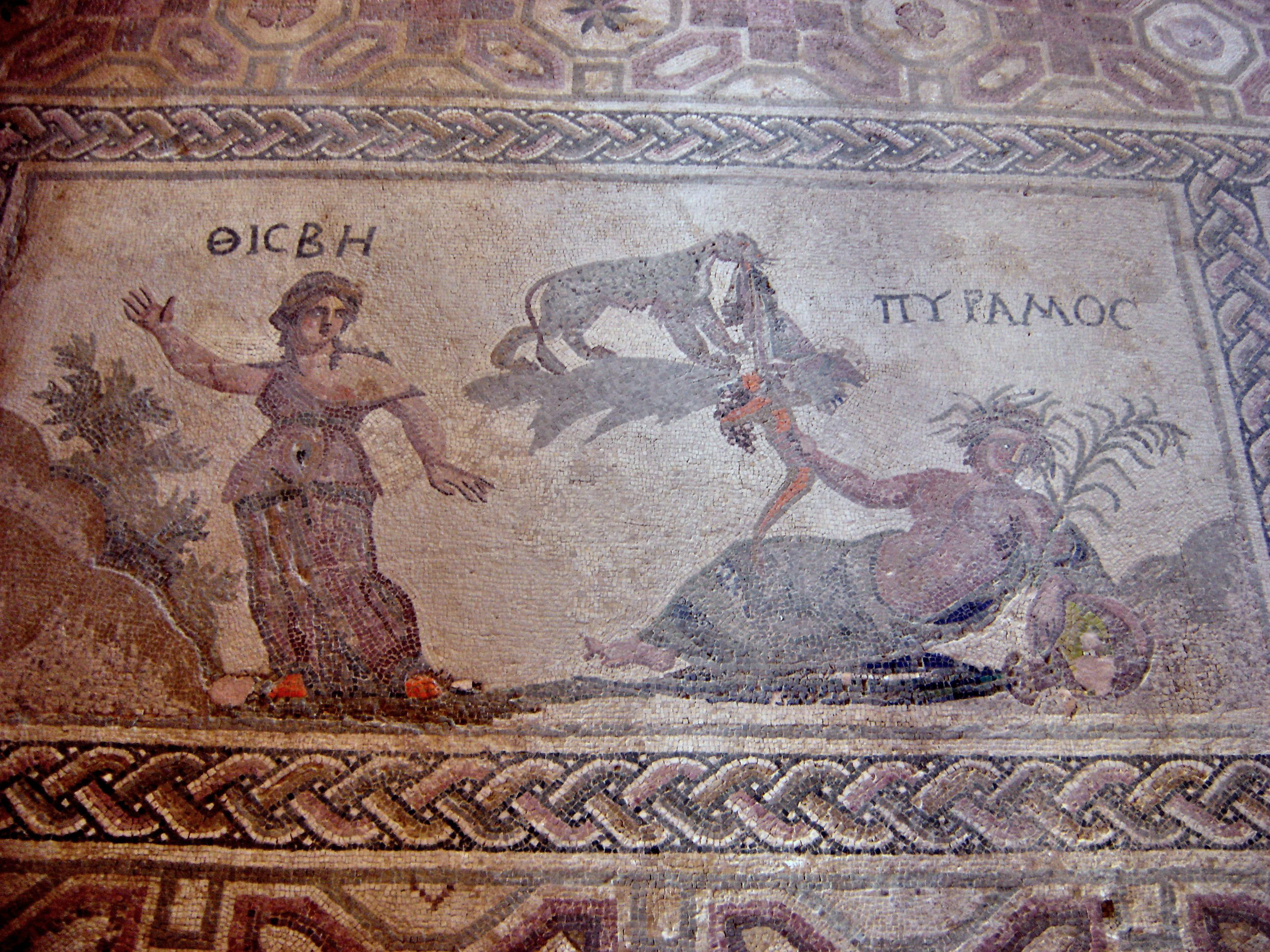
Пирам и Фисба на античной фреске на Кипре

Пирам и Фисба (Тисба; др.-греч. Πύραμος καὶ Θίσβη) — легендарная вавилонская пара влюблённых, история которой имеет нечто схожее с историей шекспировских несчастных влюблённых.

## Легенда
Родители Фисбы и Пирама, враждовавшие между собою, не хотели допустить брачного союза молодой четы, и влюблённые могли при свиданиях говорить друг с другом только через трещину стены, разделявшей владения их родителей.
Однажды ночью они сговорились встретиться у тутового дерева. Фисба пришла на свидание первая, но, встретив львицу, только что насытившейся добычей, убежала, потеряв при этом своё покрывало, которое лев растерзал и запятнал кровью.
Пирам, придя на условленное место, нашёл лишь окровавленные лоскутья покрывала Фисбы и, решив, что возлюбленная его погибла, закололся мечом. Фисба, вернувшись на место свидания, нашла своего возлюбленного умирающего Пирама; она схватила меч и, направив его себе прямо в сердце, бросилась на него. От их крови шелковица окрасилась в красный цвет, и с этого времени плоды её сделались багровыми.

### Овидий
Овидий в «Метаморфозах» рассказывает о том, как они, несмотря на запрет их родителей, решили тайно встретиться однажды ночью за стенами города. Свидание было назначено у высокой шелковицы, стоящей на берегу ручья. Фисба пришла первой, но пока она дожидалась возлюбленного, «появляется с мордой в пене кровавой, быков терзавшая только что, львица». Фисба спасается бегством, но в это время с её плеч спадает платок, который львица, найдя, разорвала кровавой пастью. Когда Пирам пришёл и увидел окровавленное покрывало, он представил себе самое худшее. Коря себя за предполагаемую гибель возлюбленной, он вонзил в себя меч. Его брызнувшая кровь навсегда обагрила ягоды шелковицы. Фисба, вернувшись, нашла своего возлюбленного умирающим; она схватила меч и, направив его себе прямо в сердце, бросилась на него.

### Нонн
В поэме Нонна они превращены в реки, постоянно стремящиеся друг к другу.
Река Пирам в Турции ныне называется Джейхан.

## В Новое Время

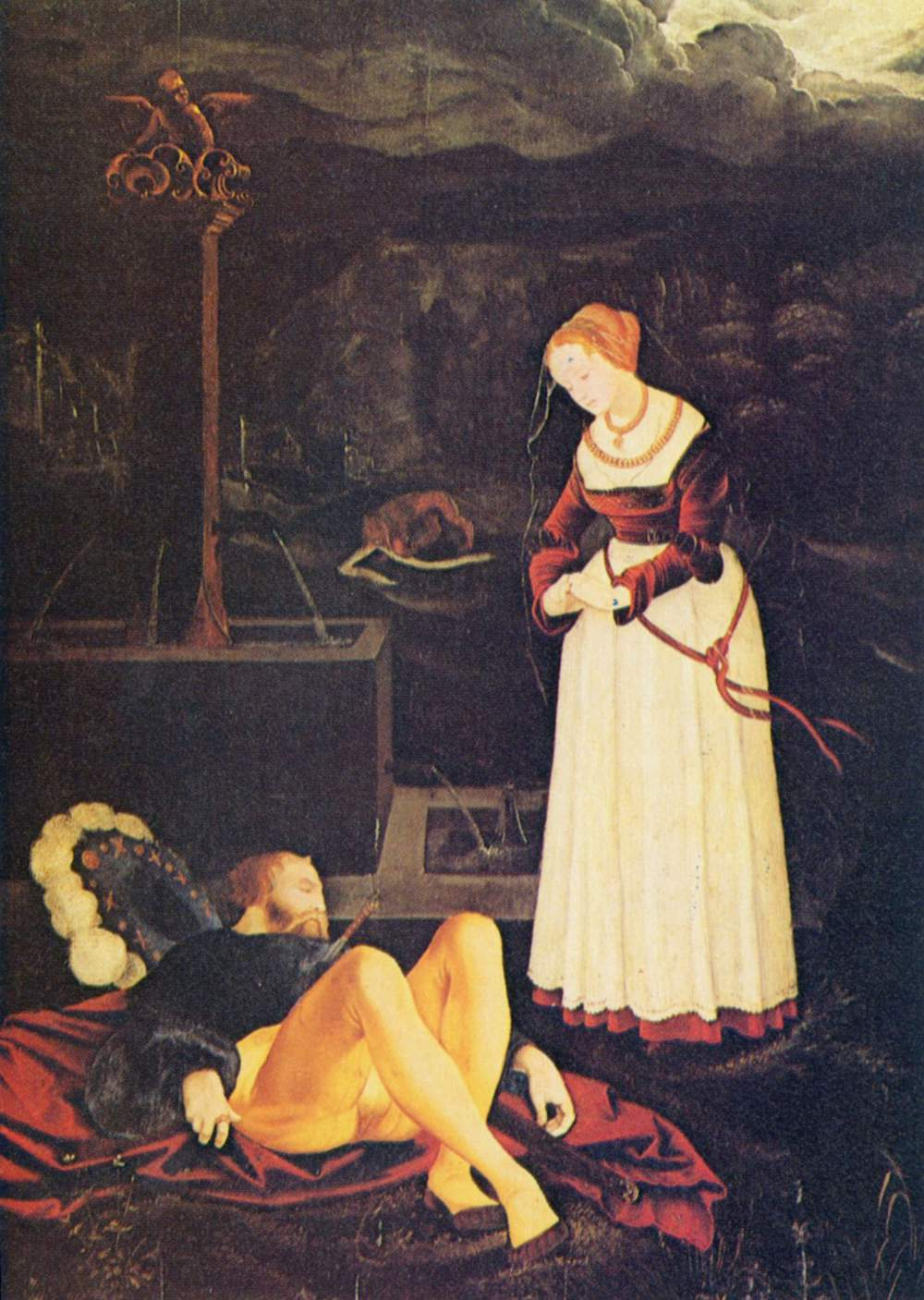
Ханс Бальдунг. Пирам и Фисба. 1530—1531. Картинная галерея. Берлин

Эта история мало изображалась в античности, она становится популярной в живописи пост-Ренессанса. Чаще всего живописцы выбирали для изображения наиболее драматичные моменты: когда Фисба убегает, завидев льва или находит распростёртое на земле тело Пирама, в груди которого виднеется меч, либо когда она бросается на меч, заканчивая жизнь самоубийством. Нередко на некотором расстоянии изображался и лев, порой нападающий на быка, которого пытаются отбить пастухи.
Около 1361 года Джованни Боккаччо включил эту легенду в книгу «О знаменитых женщинах» (De Claris Mulieribus). В 1380 году о Фисбе впервые на английском языке написал Джефри Чосер в своих «Легендах о хороших женщинах».
Комически эта история обыгрывается в пьесе Шекспира «Сон в летнюю ночь». Имя Фисбы также упоминается в трагедии «Ромео и Джульетта».
Трагедию «Пирам и Фисба» написал Теофиль де Вио.
Картина «Аллегория любви» Матиаса Герунга(1500—1568/70 год). На ней изображены 3 сюжета: суд Париса, Пирам и Фисба, а также наблюдение Давида за купанием возлюбленной. В настоящее время хранится в ГМИИ им. А. С. Пушкина.
В 1718 году оперу на сюжет Овидия (La Tisbe) написал Джузеппе Антонио Брешианелло.
В 1726 году опера «Пирам и Фисба» Франсуа Ребеля и Франсуа Франкёра была представлена в Париже.
В 1768 году Иоганн Адольф Хассе написал одноимённую оперу (Piramo e Tisbe) в жанре интермеццо.
В 1823 году кантату «Пирам и Фисба» сочинил французский композитор Теодор Лабарр.
Джеймс Фенимор Купер - «Последний из могикан», или Повествование о 1757 годе, начинает 5 главу с этих строк —  
В такую ночь, ступала робко Фисба по росе. И, устрашась не льва, а львиной тени, Бежала в ужасе. Шекспир. "Венецианский купец".

## В астрономии
В честь Фисбы назван астероид (88) Фисба, открытый в 1866 году.